# الکسی دیونیسیف
الکسی دیونیسیف (بلغاری: Алексей Дионисиев؛ زادهٔ ۲۱ آوریل ۱۹۷۳) بازیکن فوتبال اهل بلغارستان است.
از باشگاه‌هایی که در آن بازی کرده است می‌توان به باشگاه فوتبال لفسکی صوفیه اشاره کرد.
وی همچنین در تیم ملی فوتبال ازبکستان بازی کرده است.